# Kendra Lust
Kendra Lust, vlastním jménem Michele Anne Mason, (* 18. září 1978 Madison Heights, Michigan) je americká pornoherečka a pornorežisérka.

## Raný život
Narodila se 18. září 1978 v michiganském Madison Heights rodičům francouzsko-kanadského a italského původu. Aby si mohla dovolit dostudovat vysokou školu, pracovala na částečný úvazek jako striptérka. Díky striptýzu si poté také mohla dovolit vystudovat i zdravotnickou školu. Jako zdravotní sestra pak pracovala následujících sedm let. Poté však začala pracovat v sexuálním průmyslu, jelikož to pro ni začalo být výhodnější (za méně odpracovaného času začala dostávat více peněz než jako při práci zdravotní sestry).

## Kariéra
Ke konci své kariéry zdravotní sestry Lust pracovala jako webcam modelka. Následně se přesunula ke kariéře pornoherečky. Svou první pornografickou scénu natočila společně s Phoenix Marií a Rachel Starr pro společnost Brazzers v březnu 2012.
Svou první klasickou scénu (= muž/žena) nazvanou Locker Room Pussy natočila společně s Manuelem Ferrarou v roce 2012.
Okolo roku 2020 si založila účet na OnlyFans, kde se svými fanoušky za peníze sdílí exkluzivní (erotický) obsah.
Dne 17. ledna 2022 řekla v rozhovoru s Renee Paquette v jejím podcastu Oral Sessions, že když zrovna nepracuje v sexuální průmyslu, stále se občas věnuje zdravotnictví. Promluvila také o tom, jak když začínala svou kariéru v tomto průmyslu, většina žen neměla zrovna nejlepší agenty a o tom, jak sama osobně přispěla k tomu, aby agenti byli lepší a ženy s nimi měly lepší zkušenosti.

## Osobní život
Je vdaná za Charlese Clevea Masona, s nímž má dceru. Je majitelkou své vlastní agentury pro ženy.

## Ocenění a nominace
| Rok  | Cena             | Kategorie                           | Výsledek  |
| ---- | ---------------- | ----------------------------------- | --------- |
| 2013 | XBIZ Award       | MILFka roku                         | nominace  |
| 2013 | NightMoves Award | Nejlepší hvězda sociálních sítí     | nominace  |
| 2013 | Sex Award        | Nejlepší tělo v pornu               | nominace  |
| 2014 | AVN Award        | Nejžhavější zadek                   | nominace  |
| 2014 | AVN Award        | Nejžhavější MILFka                  | nominace  |
| 2014 | AVN Award        | Nejlepší skupinová scéna            | nominace  |
| 2014 | XBIZ Award       | MILFka roku                         | nominace  |
| 2014 | NightMoves Award | Nejlepší MILFka                     | nominace  |
| 2015 | AVN Award        | Nejlepší webové stránky pornohvězdy | nominace  |
| 2015 | XBIZ Award       | MILFka roku                         | vítězství |
| 2015 | NightMoves Award | Nejlepší tělo                       | nominace  |
| 2015 | NightMoves Award | Nejlepší MILFka                     | vítězství |
| 2016 | AVN Award        | Nejžhavější MILFka                  | vítězství |
| 2016 | AVN Award        | MILFka roku                         | vítězství |
| 2016 | XBIZ Award       | MILFka roku                         | vítězství |
| 2016 | XRCO Award       | MILFka roku                         | vítězství |
| 2016 | NightMoves Award | Nejlepší MILFka                     | vítězství |
| 2017 | AVN Award        | Nejžhavější MILFka                  | vítězství |
| 2017 | AVN Award        | Nejlepší scéna trojky               | nominace  |
| 2017 | AVN Award        | MILFka roku                         | vítězství |
| 2017 | XBIZ Award       | MILFka roku                         | vítězství |
| 2017 | NightMoves Award | Nejlepší prsa                       | nominace  |
| 2017 | NightMoves Award | Nejlepší MILFka                     | vítězství |
| 2018 | AVN Award        | Nejžhavější MILFka                  | vítězství |
| 2018 | AVN Award        | MILFka roku                         | nominace  |
| 2018 | AVN Award        | Nejlepší scéna dvojité penetrace    | nominace  |
| 2018 | XBIZ Award       | MILFka roku                         | nominace  |
| 2018 | XCritic Award    | Nejlepší MILFka                     | nominace  |
| 2018 | NightMoves Award | Nejlepší MILFka                     | nominace  |
| 2019 | AVN Award        | Nejžhavější MILFka                  | vítězství |
| 2019 | XBIZ Award       | MILFka roku                         | nominace  |
| 2020 | AVN Award        | MILFka roku                         | nominace  |
| 2020 | XBIZ Award       | MILFka roku                         | nominace  |
| 2021 | AVN Award        | Nejžhavější MILFka                  | vítězství |
| 2022 | AVN Award        | Nejžhavější MILFka                  | vítězství |
| 2023 | AVN Award        | Nejžhavější MILFka                  | vítězství |
| 2024 | AVN Award        | Nejvíce sexy MILFka                 | vítězství |
| 2025 | AVN Award        | Nejúžasnější zadek                  | nominace  |
| 2025 | XBIZ Award       | Tvůrce roku – Premium Social        | nominace  |